# Bhanotia fasciolata
Bhanotia fasciolata är en fiskart som först beskrevs av Duméril 1870.  Bhanotia fasciolata ingår i släktet Bhanotia och familjen kantnålsfiskar. Inga underarter finns listade.